# Prefettura di Moulay Rachid-Sidi Othmane
La prefettura di Moulay Rachid-Sidi Othmane è una prefettura d'arrondissement facente parte della prefettura di Casablanca, in Marocco.
Interamente nella città di Casablanca, comprende due arrondissement:
- Moulay Rachid
- Sidi Othmane